# Liste der Kulturdenkmale in Dittersbach (Frankenberg)
In der Liste der Kulturdenkmale in Dittersbach sind die Kulturdenkmale des Frankenberger Ortsteils Dittersbach verzeichnet, die bis Oktober 2022 vom Landesamt für Denkmalpflege Sachsen erfasst wurden (ohne archäologische Kulturdenkmale). Die Anmerkungen sind zu beachten.
Diese Aufzählung ist eine Teilmenge der Liste der Kulturdenkmale in Frankenberg/Sa.

## Dittersbach
| Bild                                    | Bezeichnung | Lage                         | Datierung | Beschreibung | ID       |
| --------------------------------------- | --- | ---------------------------- | --- | --- | -------- |
| Direkt Bild zu diesem Denkmal hochladen | Friedhof mit Parentationshalle, Gedenktafel für die Gefallenen des Ersten Weltkrieges an der Außenwand der Parentationshalle sowie Friedhofsgestaltung | Am Sportplatz (Karte)        | Um 1900 (Parentationshalle); nach 1918 (Gedenktafel)                                                                     | Von ortsgeschichtlicher und landschaftsgestaltender Bedeutung. - Bauliche Schutzgüter: - Gebäude: neugotische Friedhofskapelle mit großen Fenstern, dadurch hohe Transparenz und starker Bezug innen – außen, eingeschossig, annähernd quadratische Grundfläche, Tür- und Fensteröffnungen spitzbogig abschließend, Zeltdach - Erschließung: - Wegesystem: Wegekreuz mit Friedhofskapelle als zentraler Kreuzungspunkt - Zugang: von Westen - Ausstattung: Handschwengelpumpe östlich der Friedhofskapelle - Vegetation: - Baumreihe: lückenhafte Lebensbaum-Reihe (Thuja spec.) am Querweg - Einzelbäume: Lebensbaum-Paar (Thuja spec.) am Eingangsweg, je eine Kiefer (Pinus sylvestris) im nordöstlichen bzw. südöstlichen Quartier des Friedhofs, zwei Scheinzypressen (Chamaecyparis spec.) am südlichen Querweg - Hecken: geschnittene Weißdorn-Hecke (Crataegus monogyna) als Einfriedungshecke um gesamtes Friedhofsareal - Sonstige Schutzgüter: - Lage: malerisch auf einer kleinen Anhöhe gelegen Blickbeziehung: lagebedingte Ausblicke in alle Richtungen in die Landschaft | 09301416 |
| Direkt Bild zu diesem Denkmal hochladen | Westliche Scheune eines Vierseithofes | Dorfstraße 2 (Karte)         | Bezeichnet mit 1794 | Durch sein Alter und seine für das Ortsbild prägende Baukörperform wertvolles Gebäude, baugeschichtlich und hausgeschichtlich von Bedeutung. - Scheune: mit hohem Satteldach, der historische Dachstuhl noch vorhanden, Hofseite zeigt teilweise noch altes Fachwerk, teilweise jedoch entstellend verkleidet - Wohnhaus: durch Vorblendung falschen Fachwerks entstellt - Seitengebäude später (1. Hälfte 19. Jahrhundert): originales Fachwerk im Obergeschoss sichtbar, in gutem Zustand | 09244262 |
| Direkt Bild zu diesem Denkmal hochladen | Westliche Scheune eines Zweiseithofes | Dorfstraße 8 (Karte)         | 2. Hälfte 19. Jahrhundert                                                                                                | Weitgehend originale Scheune in sichtbarer Fachwerkkonstruktion von straßenbildprägendem Charakter, baugeschichtlich von Bedeutung. Große Scheune mit Satteldach, zum Hof hin sichtbares Fachwerk, Giebel und Rückseite verbrettert. | 09244265 |
| Direkt Bild zu diesem Denkmal hochladen | Wohnhaus und Scheune eines Dreiseithofes | Dorfstraße 29 (Karte)        | 18. Jahrhundert (Scheune); bezeichnet mit 1819 (Bauernhaus)                                                              | Möglicherweise ehemals Häusleranwesen, in seiner ursprünglichen Bauform noch gut erkennbares Wohnhaus mit verputztem Fachwerkobergeschoss, ortsbildprägende Giebelfront (verschiefert) und in seiner Konstruktion erhaltene Scheune (verbrettert), baugeschichtlich von Bedeutung. - Scheune: kräftige Holzkonstruktion im Inneren, Verblattungen - Wohnhaus: Fachwerkobergeschoss verputzt, zweigeschossig mit Satteldach, verschiefert, Fenstergrößen noch original, giebelständig zur Straße - Backhaus | 09244259 |
| Direkt Bild zu diesem Denkmal hochladen | Wohnhaus und Scheune eines Gehöfts | Dorfstraße 36 (Karte)        | Um 1800 | Kleiner Hof mit Wohnhaus in Fachwerkbauweise und durch ihr hohes Dach bemerkenswerte, ganz in Fachwerk ausgeführte Scheune, baugeschichtlich von Bedeutung. - zweigeschossiges Wohnhaus: mit Satteldach, Portal mit vorkragendem Sturz (bereits entfernt), Obergeschoss Fachwerk (ehemals unter Putz), Fenstergröße verändert - Scheune: mit hohem, schiefergedecktem Dach, Fachwerkkonstruktion, innen Verblattungen, Lehmausfachungen | 09244263 |
| Direkt Bild zu diesem Denkmal hochladen | Wohnstallhaus eines Vierseithofes | Dorfstraße 48 (Karte)        | 18. Jahrhundert | Großes Wohn- und Wirtschaftsgebäude, zur Hofseite sichtbares Fachwerkobergeschoss mit Kopfstreben und Verblattungen, baugeschichtlich von Bedeutung. Zweigeschossiger Bau mit relativ steilem Satteldach, im Erdgeschoss entstellende Veränderungen, Fachwerkobergeschoss noch recht original erhalten, Giebel verkleidet, Fassade zur Dorfstraße mit Anbau, störende Fenstereinbrüche. | 09244257 |
| Direkt Bild zu diesem Denkmal hochladen | Wohnstallhaus, zwei Seitengebäude und eine Scheune eines Vierseithofes                                                                                 | Dorfstraße 49 (Karte)        | 18. Jahrhundert (Wohnstallhaus); ins Fachwerk geritzt 1779 (südliches Seitengebäudes); 1931 (Scheune)                    | Vollständige Anlage eines Vierseithofes mit weitestgehend original erhaltenen Fachwerkbauten, das Seitengebäude mit vorkragendem Fachwerkobergeschoss von besonderer Qualität, baugeschichtlich und wirtschaftsgeschichtlich von Bedeutung. - Wohnstallhaus: zweigeschossiger Bau mit Satteldach und Fachwerkobergeschoss, verbreitert - Seitengebäude: sehr qualitätvoller Bau mit vorkragendem Fachwerkobergeschoss, Segmentbogenportalen, steiles Satteldach, genutzt als Wirtschafts- und Wohngebäude (Auszugshaus) - Scheune: Ziegelunterbau mit Fachwerk von 1931 - Seitengebäude: mit Fachwerk, möglicherweise Torhaus | 09244256 |
|                                         | Friedhof Neudörfchen (Sachgesamtheit) | Neudörfchener Weg (Karte)    | Ende 19. Jahrhundert | Sachgesamtheit Friedhof Neudörfchen, mit folgenden Einzeldenkmalen: Friedhofskapelle und Kriegerdenkmal für die Gefallenen des Ersten Weltkrieges (siehe 09244247), Friedhofsgestaltung (Gartendenkmal) und der Friedhof als Sachgesamtheitsteil; von ortshistorischer und landschaftsgestaltender Bedeutung. Friedhofsgestaltung: - Bauliche Schutzgüter: - Wegesystem: Wegekreuz in Bodenmodellierung noch ablesbar - Vegetation: - Alleen und Baumreihen: - Lebensbaumreihe (Thuja spec.) am Fuße einer kleinen Böschung östlich des Nord-Süd-Weges, zwei Bäume als Reste einer Lebensbaumreihe (Thuja spec.) westlich des Nord-Süd-Weges, Spitz-Ahorn-Reihe (Acer platanoides) an der südlichen Friedhofsgrenze - Einzelbäume: - Trauer-Esche (Fraxinus excelsior ‚Pendua‘) am Ost-Ende des Ost-West-Weges - Lebensbaum-Paar (Thuja spec.) am Eingang zur Kapelle - Hecken: geschnittene Hainbuchen-Hecke (Carpinus betulus) als Einfriedungshecke um gesamtes Friedhofsareal - Sonstige Schutzgüter: - Lage: malerisch an einem kleinen Hang gelegen - Blickbeziehung: lagebedingte Ausblicke nach Westen in die Landschaft | 09300412 |
| Direkt Bild zu diesem Denkmal hochladen | Friedhofskapelle und Denkmal für die Gefallenen des Ersten Weltkrieges (Einzeldenkmale der Sachgesamtheit 09300412)                                    | Neudörfchener Weg (Karte)    | Ende 19. Jahrhundert (Friedhofskapelle); nach 1918 (Kriegerdenkmal)                                                      | Einzeldenkmale der Sachgesamtheit Friedhof und Friedhofskapelle Neudörfchen; von ortshistorischer Bedeutung. Gut proportionierter, oktogonaler Bau mit Glockenturm, eingeschossige Kapelle mit großen Rundbogenfenstern und einer Rundbogentür, Rundbogenfries, Glockenturm durch Rundbögen geöffnet mit spitz zulaufendem verschindeltem Dachhelm, in die Außenwand sind zwei Gedenksteine eingelassen für die Gefallenen des Ersten Weltkrieges aus Neudörfchen. | 09244247 |
| Direkt Bild zu diesem Denkmal hochladen | Wohnstallhaus eines Vierseithofes | Neudörfchener Weg 6 (Karte)  | 18. Jahrhundert | In seiner Grundstruktur noch weitgehend erhaltenes Bauernhaus mit vorhandenem Fachwerkobergeschoss (verputzt) und ortsbildprägendem steilem Satteldach, baugeschichtlich von Bedeutung. Zweigeschossig mit steilem Satteldach, Fachwerkobergeschoss liegt unter Putz, zwei Eingänge mit Segmentbogenportalen, eines mit Schlußstein, Erdgeschoss zum Hof hin überformt, Fenstergrößen im Obergeschoss original, Backhaus. | 09244244 |
| Direkt Bild zu diesem Denkmal hochladen | Wohnstallhaus, zwei Seitengebäude und Scheune eines Vierseithofes                                                                                      | Neudörfchener Weg 11 (Karte) | Bezeichnet mit 1647 (Wohnstallhaus); 17. Jahrhundert (Seitengebäude); 18. Jahrhundert (Scheune); um 1800 (Seitengebäude) | Geschlossene Anlage eines Vierseithofes mit weitestgehend original erhaltenen Fachwerkbauten, baugeschichtlich und wirtschaftsgeschichtlich von Bedeutung. - Wohnstallhaus: Datierung im Fachwerk MDCXLVII, Obergeschoss in Fachwerk, Giebel verbrettert, Erdgeschoss überformt - Seitengebäude 1: vermutlich ältestes Gebäude der Hofanlage mit profilierten Kopfstreben im Fachwerkobergeschoss, Obergeschoss kragt über steinernes Erdgeschoss hinaus, Verblattungen - Scheune: Fachwerkbau auf Steinsockel, sich kreuzende Streben - Seitengebäude 2: Fachwerkobergeschoss, Erdgeschoss in Stein | 09244243 |
| Direkt Bild zu diesem Denkmal hochladen | Östliches Wohnstallhaus eines Vierseithofes | Neudörfchener Weg 19 (Karte) | Um 1800 | Weitestgehend original erhaltenes Gebäude mit Fachwerkobergeschoss, Bruchstein-Erdgeschoss mit wertvollem Eingangsportal aus Porphyr, baugeschichtlich von Bedeutung. Zweigeschossiger Bau mit steilem Satteldach, Erdgeschoss aus Bruchstein, Obergeschoss in Fachwerk mit Lehmgefachen, Fachwerk bestehend aus Rähm, Schwelle und Ständern, keine Streben, Porphyrgewände an Fenstern, Eingangsportal mit Gebälk und Zahnschnitt. | 09244242 |
| Direkt Bild zu diesem Denkmal hochladen | Häuslerhaus | Neudörfchener Weg 21 (Karte) | Um 1800 | Obergeschoss Fachwerk, Zeugnis der Volksbauweise, baugeschichtlich von Bedeutung. Zweigeschossiger Bau mit Satteldach, Eingangstür mit schlichter Dreiecksverdachung, Erdgeschoss bereits überformt, Giebel verschiefert, Obergeschoss verbrettert und verschiefert, Frackdach über Anbau, laut Auskunft der Eigentümerin geht der Bau auf das 17. Jahrhundert zurück. | 09244241 |
| Direkt Bild zu diesem Denkmal hochladen | Südliches Wohnstallhaus, Seitengebäude und Scheune eines ehemaligen Vierseithofes                                                                      | Neudörfchener Weg 25 (Karte) | 18. Jahrhundert (Wohnstallhaus und Seitengebäude); Anfang 20. Jahrhundert (Scheune)                                      | Wohnstallhaus Fachwerk-Obergeschoss, Seitengebäude mit original erhaltenem Fachwerk-Obergeschoss mit Kopfstreben und Verblattungen, baugeschichtlich und wirtschaftsgeschichtlich von Bedeutung. - Wohnstallhaus: zweigeschossig mit Satteldach - Seitengebäude: zweigeschossig mit Satteldach, wurde mal verbreitert, Fachwerkobergeschoss mit Lehmgefachen - Scheune: Fachwerk mit Backsteinausfachung | 09244240 |
| Direkt Bild zu diesem Denkmal hochladen | Westliches Wohnstallhaus eines Vierseithofes | Neudörfchener Weg 26 (Karte) | Um 1800 | Ortsbildprägendes, kleines Bauernhaus in markanter Hanglage mit weitgehend originaler Bausubstanz, baugeschichtlich von Bedeutung. Zweigeschossiger Bau mit Sattel-Frackdach, zur Hofseite hin mit einigen entstellenden Veränderungen, Erdgeschoss aus Bruchstein, Obergeschoss zum Teil Fachwerk, Porphyr-Eingangsportal, Porphyrfenstergewände, altes Backhaus, Giebel verschiefert. | 09244246 |
| Direkt Bild zu diesem Denkmal hochladen | Östliches Seitengebäude und südliche Scheune eines Vierseithofes                                                                                       | Neudörfchener Weg 27 (Karte) | 18. Jahrhundert (Scheune); um 1800 (Seitengebäude);                                                                      | Weitestgehend original erhaltene Fachwerkbauten, baugeschichtlich und ortsbildprägend von Bedeutung. - Seitengebäude: zweigeschossiger Bau mit Satteldach, zur Hofseite hin ist das Obergeschoss verbrettert, Erdgeschoss gemauert, drei Portale, vermutlich aus Porphyr, zur Hauptstraße hin Sichtfachwerk mit Schwelle, Rähm, Ständern, Streben, Riegeln, leichte Überformungen - Scheune: Fachwerk mit Verblattungen, zum Teil unterkellert, Kniestock | 09244245 |

## Ehemaliges Denkmal
| Bild                                    | Bezeichnung                   | Lage                                | Datierung                 | Beschreibung | ID       |
| --------------------------------------- | ----------------------------- | ----------------------------------- | ------------------------- | --- | -------- |
| Direkt Bild zu diesem Denkmal hochladen | Gasthof (Rasthaus Drei Rosen) | Äußere Hainichener Straße 7 (Karte) | 1. Hälfte 19. Jahrhundert | Mächtiges, das Straßenbild prägendes Gebäude in Fachwerkbauweise, in Baukörperform und zahlreichen Details gut erhalten, baugeschichtlich von Bedeutung, als alter Landgasthof ortsgeschichtliche Bedeutung. Zweigeschossiger, straßenparallel angeordneter Bau, Obergeschoss Fachwerk, hohes Satteldach mit Schopfwalm und Hecht, großer Teil alter Holzfenster noch vorhanden, beeinträchtigt durch eingeschossigen Anbau. Zwischen 2022 und 2024 aus der Denkmalliste gestrichen. | 09244266 |

## Tabellenlegende
- Bild: Bild des Kulturdenkmals, ggf. zusätzlich mit einem Link zu weiteren Fotos des Kulturdenkmals im Medienarchiv Wikimedia Commons. Wenn man auf das Kamerasymbol klickt, können Fotos zu Kulturdenkmalen aus dieser Liste hochgeladen werden:
- Bezeichnung: Denkmalgeschützte Objekte und ggf. Bauwerksname des Kulturdenkmals
- Lage: Straßenname und Hausnummer oder Flurstücknummer des Kulturdenkmals. Die Grundsortierung der Liste erfolgt nach dieser Adresse. Der Link (Karte) führt zu verschiedenen Kartendiensten mit der Position des Kulturdenkmals. Fehlt dieser Link, wurden die Koordinaten noch nicht eingetragen. Sind diese bekannt, können sie über ein Tool mit einer Kartenansicht einfach nachgetragen werden. In dieser Kartenansicht sind Kulturdenkmale ohne Koordinaten mit einem roten bzw. orangen Marker dargestellt und können durch Verschieben auf die richtige Position in der Karte mit Koordinaten versehen werden. Kulturdenkmale ohne Bild sind an einem blauen bzw. roten Marker erkennbar.
- Datierung: Baubeginn, Fertigstellung, Datum der Erstnennung oder grobe zeitliche Einordnung entsprechend des Eintrags in der sächsischen Denkmaldatenbank
- Beschreibung: Kurzcharakteristik des Kulturdenkmals entsprechend des Eintrags in der sächsischen Denkmaldatenbank, ggf. ergänzt durch die dort nur selten veröffentlichten Erfassungstexte oder zusätzliche Informationen
- ID: Vom Landesamt für Denkmalpflege Sachsen vergebene, das Kulturdenkmal eindeutig identifizierende Objekt-Nummer. Der Link führt zum PDF-Denkmaldokument des Landesamtes für Denkmalpflege Sachsen. Bei ehemaligen Kulturdenkmalen können die Objektnummern unbekannt sein und deshalb fehlen bzw. die Links von aus der Datenbank entfernten Objektnummern ins Leere führen. Ein ggf. vorhandenes Icon  führt zu den Angaben des Kulturdenkmals bei Wikidata.